# Плавание на открытой воде на чемпионате мира по водным видам спорта 2015
Соревнования по плаванию на открытой воде на чемпионате мира 2015 прошли с 25 июля по 1 августа. Были разыграны 7 комплектов наград.
Соревнования проходили на реке Казанка в центре города Казани. Трасса начиналась на левом берегу Казанки около Казанского Кремля и Дворцовой площади, и проходила поперёк реки, имеющей в этом месте ширину более 1,5 км, до правого берега у Центра семьи (ЗАГСа) «Казан» на небольшом удалении вдоль Кремлёвской дамбы.

## Календарь
| ЦО | Церемония открытия | 1 | Финалы соревнований | ЦЗ | Церемония закрытия |

| Июль/август               | Июль/август               | 24 Пт | 25 Сб | 26 Вс | 27 Пн | 28 Вт | 29 Ср | 30 Чт | 31 Пт | 1 Сб | 2 Вс | 3 Пн | 4 Вт | 5 Ср | 6 Чт | 7 Пт | 8 Сб | 9 Вс | Медали |
| ------------------------- | ------------------------- | ----- | ----- | ----- | ----- | ----- | ----- | ----- | ----- | ---- | ---- | ---- | ---- | ---- | ---- | ---- | ---- | ---- | ------ |
| Плавание на открытой воде | Плавание на открытой воде | ЦО    | 2     |       | 1     | 1     |       | 1     |       | 2    |      |      |      |      |      |      |      | ЦЗ   | 7      |

## Расписание
Дано московское время (UTC+3).
| Дата           | Время | Соревнование                           |
| -------------- | ----- | -------------------------------------- |
| 25 июля 2015   | 10:00 | 5 км, женщины                          |
| 25 июля 2015   | 13:00 | 5 км, мужчины                          |
| 27 июля 2015   | 12:00 | 10 км, мужчины                         |
| 28 июля 2015   | 12:00 | 10 км, женщины                         |
| 30 июля 2015   | 12:00 | 3×5 км, смешанная командная дисциплина |
| 1 августа 2015 | 8:00  | 25 км, мужчины                         |
| 1 августа 2015 | 8:15  | 25 км, женщины                         |

## Медалисты

#### Мужчины
| Дисциплина | Золото                             | Серебро                              | Бронза                             |
| 5 км       | Чед Хо — 55.17,6 ЮАР               | Роб Муффельс — 55.17,6 Германия      | Маттео Фурлан — 55.20,0 Италия     |
| 10 км      | Джордан Вилимовски — 1:49.48,2 США | Ферри Вертман — 1:50.00,3 Нидерланды | Спирос Янниотис — 1:50.00,7 Греция |
| 25 км      | Симоне Руффини — 4:53.10,7 Италия  | Алекс Мейер — 4:53.15,1 США          | Маттео Фурлан — 4:54.38,0 Италия   |

#### Женщины
| Дисциплина | Золото                                 | Серебро                               | Бронза                             |
| 5 км       | Хейли Андерсон — 58.48,4 США           | Каллиопи Араузу — +1,4 Греция         | Финниа Вунрам — +2,6 Германия      |
| 10 км      | Орели Мюллер — 1:58.04,3 Франция       | Шарон ван Раувендал — +2,4 Нидерланды | Ана Марсела Кунья — +23,6 Бразилия |
| 25 км      | Ана Марсела Кунья — 5:13.47,3 Бразилия | Анна Олас — +26,1 Венгрия             | Ангела Маурер — +1:20,3 Германия   |

#### Смешанные командные дисциплины
| Дисциплина | Золото                                                               | Серебро                                                                     | Бронза |
| 3×5 км     | Германия — 55.14,4 · Роб Муффельс · Кристиан Райхерт · Изабель Херле | Бразилия — 55.31,2 · Аллан до Кармо · Диого Вильяриньо · Ана Марсела Кунья  | —      |
| 3×5 км     | Германия — 55.14,4 · Роб Муффельс · Кристиан Райхерт · Изабель Херле | Нидерланды — 55.31,2 · Марсел Схаутен · Ферри Вертман · Шарон ван Раувендал | —      |

## Медальный зачёт
| Общее количество медалей |            |        |         |        |       |
| Место                    | Страна     | Золото | Серебро | Бронза | Всего |
| 1                        | США        | 2      | 1       | 0      | 3     |
| 2                        | Германия   | 1      | 1       | 2      | 4     |
| 3                        | Бразилия   | 1      | 1       | 1      | 3     |
| 4                        | Италия     | 1      | 0       | 2      | 3     |
| 5                        | Франция    | 1      | 0       | 0      | 1     |
| 5                        | ЮАР        | 1      | 0       | 0      | 1     |
| 7                        | Нидерланды | 0      | 3       | 0      | 3     |
| 8                        | Греция     | 0      | 1       | 1      | 2     |
| 9                        | Венгрия    | 0      | 1       | 0      | 1     |
| Всего                    | Всего      | 7      | 8       | 6      | 15    |